# Gazel
O Gazel ou Gazal é uma forma de poema lírico.
Sua forma é fixa.
Seu conteúdo é amoroso e também mistico.
Quanto a composição, esta é criada da seguinte forma; Em dístico, sendo no máximo 15 desses.
A rima se dá no primeiro verso do primeiro dístico como o segundo do mesmo, no esquema a/a e com o segundo de cada um dos outros dísticos.
Sendo assim:
```
a
a
```

```
b
a
```

```
b
a
```